# The Edge (série télévisée)
The Edge est une série télévisée américaine de comédie en dix-huit épisodes de 30 minutes, diffusés entre le 19 septembre 1992 et le 2 mai 1993 sur la Fox.

## Fiche technique
Sauf indication contraire, les informations mentionnées dans cette section peuvent être confirmées par la base de données cinématographiques IMDb,  présente dans la section « Liens externes ».
- Titre original : The Edge
- Réalisation : David Mirkin, Peter Baldwin, Steve Klayman, Rob Schiller et Allen Smithee
- Scénario : Julie Brown, Charlie Coffey, Charlie Kaufman, Ken Keeler, George Meyer, David Mirkin, Nancy Neufeld Callaway, J.J. Paulsen, Buddy Sheffield, Steve Tompkins et Jasper Cole
- Photographie :
- Musique : Stephen Graziano, Christopher Tyng, Steve Hampton et B.C. Smith
- Casting : Lisa London
- Montage : Pamela Malouf
- Décors :
- Costumes : Michelle Cole
- Production : Julie Brown et Charlie Singer
  - Producteur délégué : David Mirkin
  - Coproducteur : Charlie Coffey, Steve Tompkins, Tracey Ormandy et Hudson Hickman
  - Producteur codélégué : Buddy Shefield et David J. Latt
  - Producteur associé : Christy Webb et Bernice Howes
- Sociétés de production : Mirkinvision et TriStar Television
- Société de distribution : Sony Pictures Television
- Chaîne d'origine : Fox
- Pays d'origine :  États-Unis
- Langue originale : anglais
- Genre : Comédie
- Durée : 30 minutes

## Distribution

### Acteurs principaux
- Jennifer Aniston
- Edd Hall
- Julie Brown
- Tom Kenny
- Wayne Knight
- Carol Rosenthal
- James Stephens III
- Jill Talley
- Rick Overton
- Alan Ruck
- Paul Feig

### Acteurs récurrents et invités
- Kevin Nealon
- Peggy Lane
- George Wendt
- Kathy Ireland
- Becky Thyre
- Khandi Alexander